# Daman (distrikt i Kandahar)
Daman är ett distrikt i Afghanistan. Det ligger i provinsen Kandahar, i den centrala delen av landet, 500 kilometer sydväst om huvudstaden Kabul. Administrativ huvudort är Daman.
Distriktet beräknades år 2022 ha cirka 41 000 invånare.